# Amphiascus
Amphiascus är ett släkte av kräftdjur som beskrevs av Georg Ossian Sars 1905. Enligt Catalogue of Life ingår Amphiascus i familjen Diosaccidae, men enligt Dyntaxa är tillhörigheten istället familjen Miraciidae.

## Dottertaxa tillAmphiascus, i alfabetisk ordning[1][2]
- Amphiascus amblyops
- Amphiascus ampullifer
- Amphiascus brevis
- Amphiascus caudaespinosus
- Amphiascus congener
- Amphiascus demersus
- Amphiascus dentiformis
- Amphiascus elongatus
- Amphiascus gauthieri
- Amphiascus gracilis
- Amphiascus graciloides
- Amphiascus hirtus
- Amphiascus humphriesi
- Amphiascus lobatus
- Amphiascus longarticulatus
- Amphiascus minutus
- Amphiascus pacificus
- Amphiascus paracaudaespinosus
- Amphiascus parvus
- Amphiascus perplexus
- Amphiascus polapinqvus
- Amphiascus polaris
- Amphiascus propinquus
- Amphiascus propinqvus
- Amphiascus sinuatus
- Amphiascus tenellus
- Amphiascus tenuiremis
- Amphiascus ultimus
- Amphiascus undosus
- Amphiascus varians